# 紅背松鼠猴
紅背松鼠猴（Saimiri oerstedii），又名赤背松鼠猴，是哥斯達黎加及巴拿馬的一種松鼠猴。牠們只限於在巴拿馬西北端近哥斯達黎加邊界，與及哥斯達黎加的太平洋海岸，主要在瑪蘭安東尼爾國家公園（Manuel Antonio National Park）及基督山國家公園（Corcovado National Park）。
紅背松鼠猴身型細小，背部是橙色的，面部呈黑白色。牠們是雜食性的，主要吃果實、植物的其他部份、無脊椎動物及一些細小的脊椎動物。牠們的天敵包括猛禽、貓科及蛇。牠們是以大群族生活，數量介乎20-75隻。牠們是所有猴子中最為平等的。雌性沒有支配的架構，而雄性只在繁殖季節才會爭鬥。雌性於2.5歲就性成熟，雄性則要4-5歲。成熟的雌性會離開自己的群族，但雄性一生也會留下。牠們的壽命可以多於15歲。
紅背松鼠猴的數量自1970年代就急促下降，相信是由伐林及捕獵造成。世界自然保護聯盟將牠們列為易危。

## 特徵

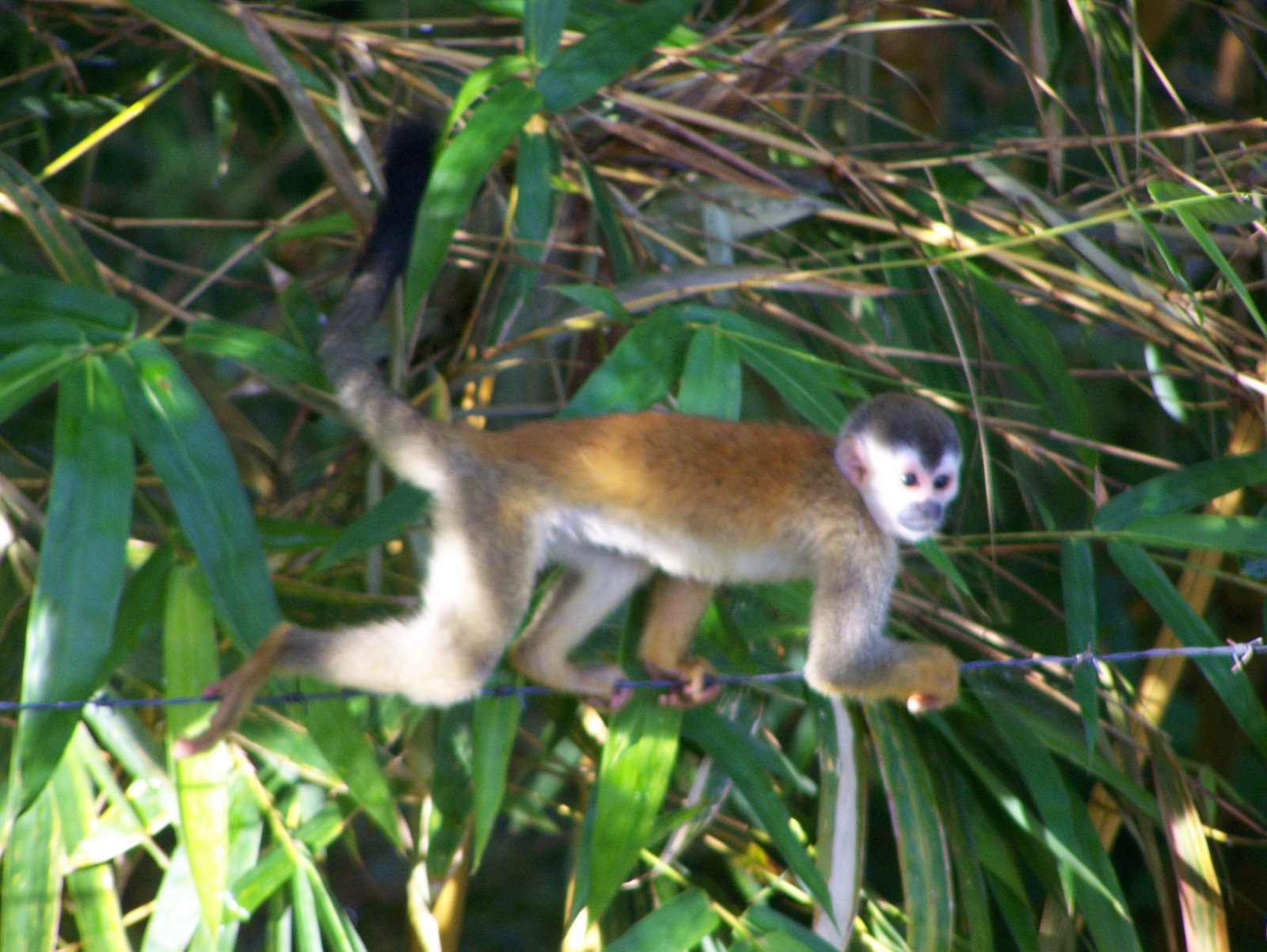
紅背松鼠猴的顏色。

紅背松鼠猴與其他南美洲松鼠猴屬的顏色不同。牠們的背部、雙手及雙腳呈橙色，肩膀、臀部及尾巴呈橄欖色，腹部呈白色。頭頂蓋呈黑色，尾端也是黑色的。雄性的頭頂蓋一般較雌性的淺色。面部呈白色，眼睛、鼻子及口的周圍是黑色的。
紅背松鼠猴的兩個亞種在顏色上相似，但頭頂蓋的形狀不同。北方的亞種的頭頂蓋顏色較淺。南方亞種的四肢及腹部較黃。
成年紅背松鼠猴身長27-29厘米（不包括尾巴），重600-950克。尾巴較身體長，長36-39厘米。牠們是兩性異形的，雄性平均較雌性重16%。雄性平均重829克，雌性平均重695克。牠們腦部與身體的比例是所有靈長目中最大的，腦部重約25.7克或體重的4%。牠們的尾巴並不可以完全抓住東西的，主要是用作平衡。

## 分佈及棲息地
紅背松鼠猴的分佈地只限於哥斯達黎加及巴拿馬。牠們棲息在近太平洋的海岸，包括哥斯達黎加中部至巴拿馬西部。在瑪蘭安東尼爾國家公園及基督山國家公園可以見到牠們。牠們棲息在低地的次生林及原生林，在較高及成熟的森林內牠們很難生存。

## 行為

### 社會結構
紅背松鼠猴是日間活動及棲於樹上，在樹上很多時都是以四足行走。牠們的群族包含幾隻成年雄性、雌性及幼猴。數量比其他南美洲松鼠猴屬為少，但在新世界猴中也算是多。群族的數量介乎20-75隻，平均也有41隻。有時一些群族甚至多於100隻，但相信只是兩個群族臨時結合的情況。平均而言，雌性在群族中較雄性多60%。
紅背松鼠猴的領地約為35-63公頃。群族間的領地可以重疊，尤其是在一些受保護地區，如瑪蘭安東尼爾國家公園。但在一些較狹窄的地區，重疊的情況則較少會出現。群族每日會遷移約2.5-4.2公里。群族在日間並不會再細分為細群來覓食。個別猴子可能會暫時遠離群族，所以其分散地可以達1.2公頃。群族晚間傾向睡在同一些樹上。
雌性紅背松鼠猴之間沒有支配架構，也不會組成同盟。群族內的雄性一般都是有關係的，故會傾向組成強烈的聯盟，且只會在繁殖季節才會有支配架構的出現，尤其是在同齡的雄性。雄性及雌性均不會支配異性，是牠們獨有的平等系統。群族之間也不會互相爭競或打鬥。
由於紅背松鼠猴的食物一般分佈在較為細小的分散的地方，與卷尾猴一同覓食會造成很大的負擔，所以牠們一般不會一同覓食。另外，由於雄性卷尾猴對掠食者有很高的警覺性，故牠們會放更多時間來偵查敵對的雄性，所以紅背松鼠猴若與牠們一同覓食的話，對掠食者的保障就更少。
一些鳥類是會與紅背松鼠猴一同覓食，牠們會吃紅背松鼠猴掉下的昆蟲及細小脊椎動物。在基督山國家公園，雙齒鷹、灰頭唐納雀及褐翅䴕雀等會跟隨紅背松鼠猴，尤其是在雨季當較難尋找節肢動物時。

### 食性

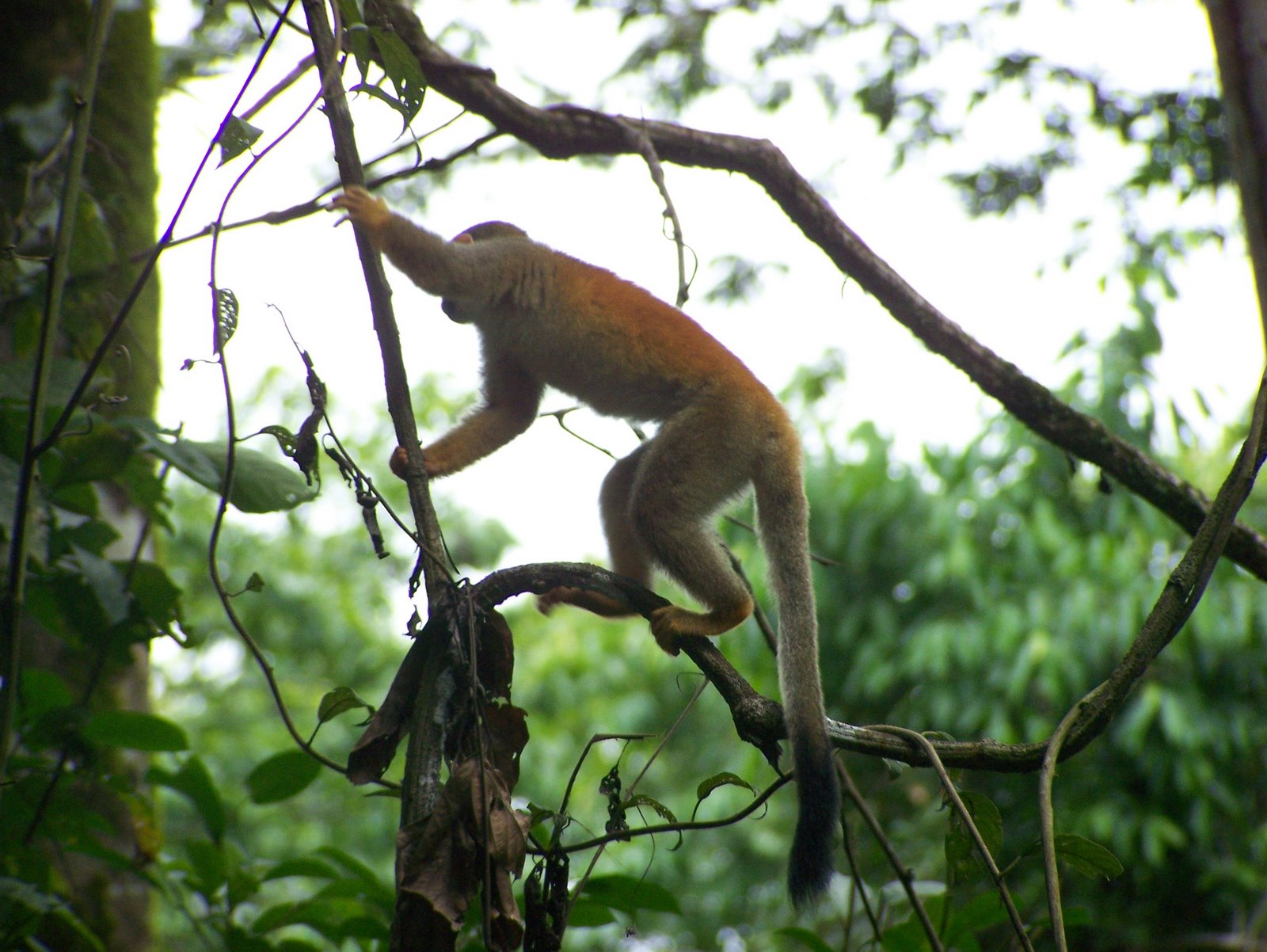
正在覓食的紅背松鼠猴。

紅背松鼠猴是雜食性的，主要吃昆蟲及其幼蟲、蜘蛛、果實、葉子、樹皮、花朵及花蜜。牠們也會吃細小的脊椎動物，如蝙蝠、鳥類、蜥蜴及青蛙。牠們會在森林的中至低層覓食，即40-50呎高。牠們每天約有三分之二至四分之三的時間來吃東西。在雨季由於節肢動物較少，牠們很難找到想吃的食物。
紅背松鼠猴有一種特別的方法來捕捉築帳蝠。牠們會透過尋找牠們的「帳篷」來尋找築帳蝠。當牠們找到築帳蝠後，就會攀到更高的地方，重高處跳入帳篷，嘗試軀逐築帳蝠。若築帳蝠未能飛走，牠們會跳在其上並將築帳蝠吃下。
紅背松鼠猴會幫助一些花朵散播種子及花粉。雖然牠們並非農業上重大的害蟲，但有時也會吃穀物、咖啡、香蕉及芒果。牠們也會吃豆莢、無花果及腰果等。

### 溝通
紅背松鼠猴很嘈吵，經常會尖叫、吹哨及唧唧叫。牠們經過森林時會折斷樹枝，造成很多聲音。

### 天敵
紅背松鼠猴的天敵包括有猛禽、貓科及蛇，當中猛禽捕捉牠們最有效。群族中最老的紅背松鼠猴有責任偵查掠食者。當牠們發現猛禽時，就會發出高音的警報，並且跳下尋找地方躲避。其他聽見警報的猴子亦會跳下尋找地方躲避。牠們對猛禽特別小心，甚至一些像猛禽的物件也會令牠們呼叫。在幼猴出生的時候，偵查掠食者更為重要。猛禽在此時會經常靠近紅背松鼠猴的群族，掠食大量的幼猴。其他會掠食紅背松鼠猴的動物包括巨嘴鳥、狐鼬、負鼠、長鼻浣熊及蜘蛛猴。

## 繁殖

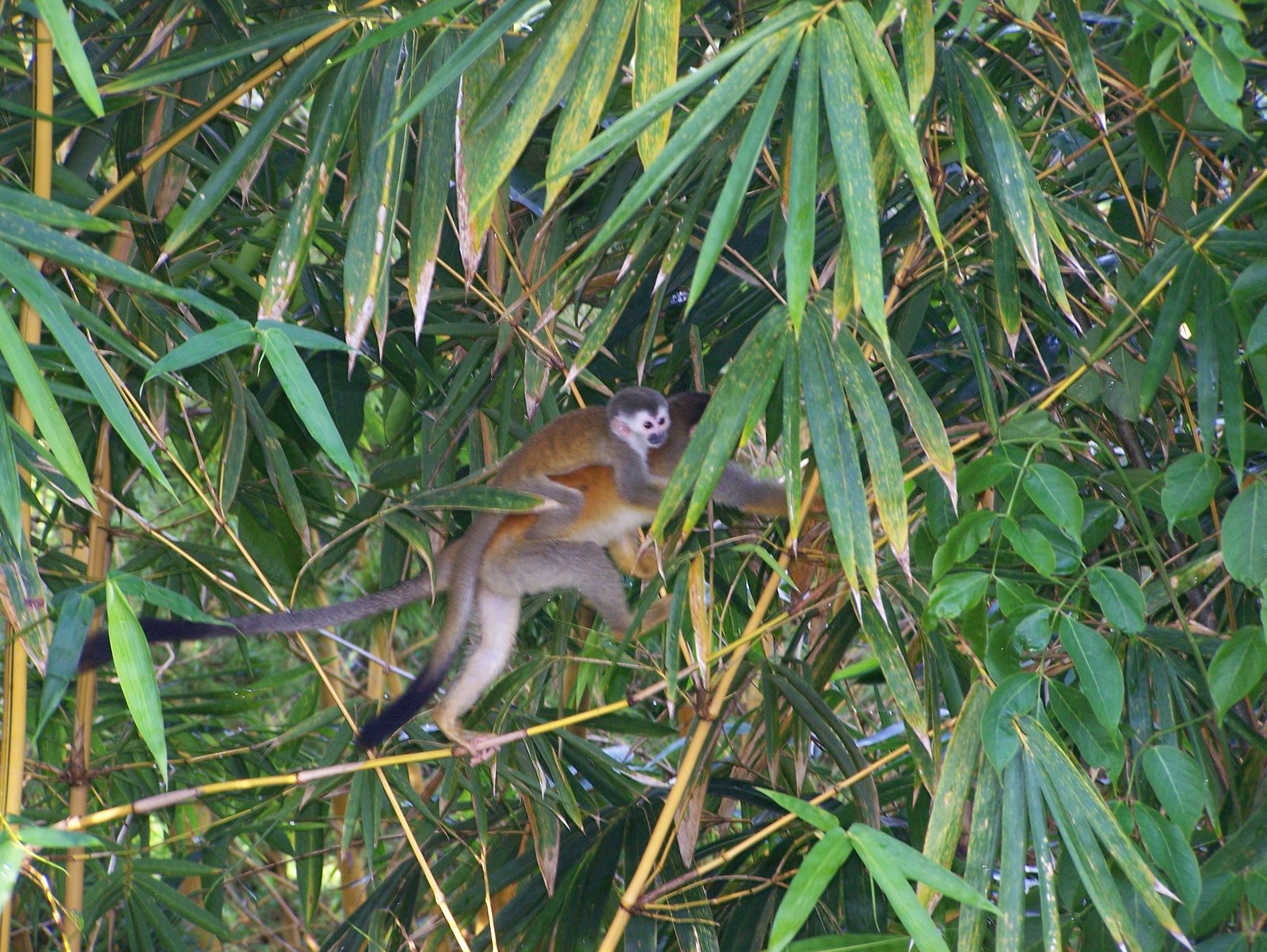
幼猴在母猴的背上。

紅背松鼠猴的繁殖季節是在9月。所有雌猴都會差不多同一時間進入動情期。在繁殖季節前一或兩個月，雄猴的睪酮會變為動情素，重整了身體內水份的平衡，外觀會變得較大隻。若分泌較多睪酮，牠們就會更大隻。由於從未見到雄猴互相打鬥，或是強迫雌猴交配，故相信是由雌猴選擇交配的雄猴。雌猴可能會選擇較大隻的雄猴，原因是這些雄猴一般年紀都是最大的，且是最能偵查到掠食者，或是失控的性別間選擇。
雄猴在繁殖期有時會離開群族一段短時間，嘗試與其他群族的雌猴交配。雌猴歡迎來自其他群族的雄猴，但雄猴則會驅逐外來的雄猴。妊娠期為6個月，在2月至3月間，幼猴會在一星期內誕下。牠們一胎一般只有一隻幼猴。
只有一半的幼猴能夠生存多於6個月，很大部份都是因鳥類的掠食。幼猴頭一年需要依賴母猴的照顧。雌猴每12個月就可以生產，所以之前出生的幼猴正好在新幼猴出生時可以獨立。雌猴2.5歲時就達至性成熟，雄猴則要4-5歲才性成熟。雌猴性成熟後就會離開自己的群族，雄猴整生也會留在群族內。雄猴會傾向接觸同齡的雄猴。同一代的雄猴性成熟後可以選擇離開群族，到其他群族中爭取較大的繁殖機會。
紅背松鼠猴野外的壽命不詳，圈養的則可以多於15歲。

## 保育狀況
紅背松鼠猴曾一度被認為是人類由南美洲帶來中美洲的。DNA測試顯示紅背松鼠猴實際上是自很久遠前就與其他南美松鼠猴分支出來，估計最少是26萬年前或甚至多於400萬年前。
紅背松鼠猴的祖先可能是於中新世末或上新世就已經生存在哥倫比亞，並遷徙至中美洲。懶吼猴也是於此時遷徙至中美洲。後來巴拿馬地峽的通道因海洋高漲而關閉，又於200萬年後重開，形成另一波的遷徙。後來的移民，包括現今卷尾猴、鬃毛吼猴及黑掌蜘蛛猴的祖先勝過早期的移民，限制了現今紅背松鼠猴的分佈。
在哥斯達黎加，估計每平方公里就有36隻紅背松鼠猴；在巴拿馬，則每平方公里就有130隻。牠們的數量就由於1970年代的20萬隻下降至少於5000隻。相信是因伐林及捕獵所致。在哥斯達黎加正在進行保育工作，免得牠們滅絕。在巴拿馬也有重植森林的計劃，嘗試保存現有的群族。
紅背松鼠猴的狀況被世界自然保護聯盟從瀕危改為易危。這是因牠們的分佈地分散且細小，而其棲息地也不斷減少。

## 分類
紅背松鼠猴是屬於捲尾猴科的松鼠猴亞科。牠們是已知五種松鼠猴屬的一種，且是唯一棲息在南美洲以外的地方。與牠們最接近的有松鼠猴及馬河松鼠猴。其學名是為紀念丹麥生物學家安德斯·奧斯忒（Anders Sandøe Ørsted）。
紅背松鼠猴有兩個亞種，包括：
- S. o. oerstedii：分佈在巴拿馬西太平洋海岸及哥斯達黎加的奧撒半島。
- S. o. citrinellus：分佈在哥斯達黎加中部，估計數量只餘下1300-1800隻。[1]

## 外部連結
- ARKive
- ASCOMOTI
- Infonatura （页面存档备份，存于）
- Saimiri Wildlife （页面存档备份，存于）